# Thomas Power O'Connor
Thomas Power O'Connor (Athlone, 1848 – Londra, 1929) è stato un giornalista irlandese.
Cronista del Saunders' Newsletter, nel 1870 divenne redattore del Daily Telegraph a Londra. Dopo essere divenuto deputato alla Camera dei Comuni nel 1880, fondò The star, The Sun, The Weekly Sun e , nel 1902, il M.A.P and T.P's Weekly.